# 신비의 용사 반달가면
《신비의 용사 반달가면》은 반달가면 시리즈 제2탄으로 비유엠 영화 제작소에서 1991년에 제작된 SF영화이다.

## 등장인물

### 주인공
- 김흥국 - 강혁(반달가면)(성우: 김환진)

### 강혁 인물
- 최영준 - 나 반장
- 이정희 - 지나
- 박지수 - 나희
- 장동일 - 장 형사
- 장팔 - 고 박사

### 엑스 인물
- 전문식 - 엑스
- 임채윤 - 흑제비

### 그 외 인물
- 최순석 - 밤이슬
- 김민석 - 밤안개
- 원종철 - 철이
- 박성미 - 선아

## 제작진
- 감독/각색 : 임종호
- 조감독 : 권왕례
- 기록 : 조현승
- 제작총지휘/각본 : 김춘범
- 촬영 : 정재승
- 조명 : 양승규
- 스틸 : 윤호영
- 기획 : 남우영
- 제작부장 : 방성철
- 제작진행 : 이상범
- 녹음 : 돌코녹음실
- 음악 : 남우영
- 편집 : 강명완
- 특수효과 : 정도안
- 무술감독 : 장동일
- 현상 : 제일현상소

## 상영 정보
- 비디오출시 : 1991년 5월 10일 (VHS, 비유엠 영화 제작소)